# Liste der denkmalgeschützten Objekte in Leobendorf (Niederösterreich)
Die Liste der denkmalgeschützten Objekte in Leobendorf enthält die 11 denkmalgeschützten, unbeweglichen Objekte der niederösterreichischen Marktgemeinde Leobendorf im Bezirk Korneuburg.

## Denkmäler
| Foto |                 | Denkmal                                                                  | Standort                                              | Beschreibung | Metadaten |
| ---- | --------------- | ------------------------------------------------------------------------ | ----------------------------------------------------- | --- | --- |
| ja   | Datei hochladen | Burg Kreuzenstein HERIS-ID: 26367 Objekt-ID: 22838                       | Kreuzensteiner Straße 3 Standort KG: Leobendorf       | Die Ursprünge der Burg gehen auf das 12. Jahrhundert zurück. 1645 wurde die Burg dem schwedischen Feldmarschall Lennart Torstensson kampflos überlassen. Er sprengte die Burg bei seinem Abzug 1645. Ab 1874 begann Johann Nepomuk Graf Wilczek schrittweise eine Schauburg aufzubauen, die im Aussehen jedoch nicht der ehemaligen Burg entspricht („romanisch-gotische Musterburg“). Es wurden jedoch die vorhandenen Reste der mittelalterlichen Burg (Teile der Ringmauer, Rumpf des Ostturmes und Teile der Kapelle) in die Gestaltung miteinbezogen. Die offizielle Neueröffnung erfolgte am 6. Juni 1906 unter der Anwesenheit von Kaiser Wilhelm II. von Deutschland. | BDA-Hist.: Q669642 Status: Bescheid Stand der BDA-Liste: 2025-06-30 Name: Burg Kreuzenstein GstNr.: .309 Burg Kreuzenstein              |
| ja   | Datei hochladen | Pfarrhof HERIS-ID: 26477 Objekt-ID: 22952                                | Rohrbacher Straße 3 Standort KG: Leobendorf           | Hakenförmiger, im Kern mittelalterlicher Bau, barock und spätere Veränderungen. Schlichte, dreigeschoßige Fassaden, Eckquaderung, ostseitige Stützmauer. Südseitig Portal mit Keilstein bez. 1636. | BDA-Hist.: Q37902067 Status: § 2a Stand der BDA-Liste: 2025-06-30 Name: Pfarrhof GstNr.: .95                                            |
| ja   | Datei hochladen | Bildstock HERIS-ID: 26368 Objekt-ID: 22839                               | Rohrbacher Straße 8 Standort KG: Leobendorf           | Bildstock an der Hausmauer des ehemaligen Feuerwehrhaus. Inschrift „H.G.B. 1709“ Renoviert 1886 von der Familie Salomon. | BDA-Hist.: Q37901545 Status: § 2a Stand der BDA-Liste: 2025-06-30 Name: Bildstock GstNr.: .313                                          |
| ja   | Datei hochladen | Hardegg Kreuz, Raaber Kreuz HERIS-ID: 26366 Objekt-ID: 22837             | bei Schliefbrückl 1 Standort KG: Leobendorf           | Dieses Raaberkreuz ist ein abgefaster Pfeiler mit reliefiertem Wappen, ausladenden Gesimsen, und einer mehrzeiligen Inschrift auf Vorder- und Rückseite. Errichtet wurde es 1599. | BDA-Hist.: Q37901525 Status: Bescheid Stand der BDA-Liste: 2025-06-30 Name: Hardegg Kreuz, Raaber Kreuz GstNr.: 1119                    |
| ja   | Datei hochladen | Bauernhaus HERIS-ID: 26479 Objekt-ID: 22954                              | Schmiedgasse 15 Standort KG: Leobendorf               | Zwerchhof, im Kern 18. Jahrhundert. Inschrift ober dem Einfahrtstor: „EB 1745 JW“. | BDA-Hist.: Q37902090 Status: Bescheid Stand der BDA-Liste: 2025-06-30 Name: Bauernhaus GstNr.: .41/2                                    |
| ja   | Datei hochladen | Kath. Pfarrkirche hl. Markus HERIS-ID: 26369 Objekt-ID: 22840            | Rohrbacher Straße 3, neben Standort KG: Leobendorf    | Die Pfarrkirche von Leobendorf, ursprünglich ein gotischer Bau aus dem 14. Jahrhundert, wurde im 17. Jahrhundert barockisiert und nach dem Ortsbrand im Jahre 1733 umgebaut. An den Chorseitenwänden wurden 1952 wertvolle gotische Wandmalereien des 14. Jahrhunderts (um 1340) freigelegt. | BDA-Hist.: Q37901555 Status: § 2a Stand der BDA-Liste: 2025-06-30 Name: Kath. Pfarrkirche hl. Markus GstNr.: .96 Pfarrkirche Leobendorf |
| ja   | Datei hochladen | Wohnhaus, ehem. Gemeindehaus, Grunerhof HERIS-ID: 26478 Objekt-ID: 22953 | Hans-Wilczek-Straße 2 Standort KG: Leobendorf         | Ehemaliger Freihof der Herrschaft Kreuzenstein. 1560 erstmals urkundlich erwähnt. Zweigeschoßiger Bau dessen Baukern aus dem 17. Jahrhundert stammt. Im Eingangsbereich befindet sich ein Kreuzgratgewölbe. | BDA-Hist.: Q37902078 Status: § 2a Stand der BDA-Liste: 2025-06-30 Name: Wohnhaus, ehem. Gemeindehaus, Grunerhof GstNr.: .119/2          |
| ja   | Datei hochladen | Figurenbildstock hl. Johannes Nepomuk HERIS-ID: 26363 Objekt-ID: 22834   | Am Berg/Leobendorfer Straße Standort KG: Oberrohrbach | Johannes von Nepomuk Statue auf quadratischen Sockel mit der Inschrift „S. Johanes Nepomocen“. Inschrift auf Sockelrückseite: „RENOV MDCCCNXI GUSTAVEM STAUDER“ | BDA-Hist.: Q37901510 Status: § 2a Stand der BDA-Liste: 2025-06-30 Name: Figurenbildstock hl. Johannes Nepomuk GstNr.: 19/3              |
| ja   | Datei hochladen | Figur hl. Josef HERIS-ID: 26362 Objekt-ID: 22833                         | Hofstraße 22 Standort KG: Oberrohrbach                | Figur des hl. Josef mit Christuskind auf einem Steinsockel stehend. Anmerkung: Die Figur hl. Josef wurde durch den Bau des neuen Kindergarten versetzt. | BDA-Hist.: Q37901500 Status: § 2a Stand der BDA-Liste: 2025-06-30 Name: Figur hl. Josef GstNr.: 546/2                                   |
| ja   | Datei hochladen | Bildstock HERIS-ID: 26358 Objekt-ID: 22829                               | Leobendorfer Straße/Kellergasse Standort KG: Tresdorf | Säulenbildstock mit quadratischem Bildaufsatz. | BDA-Hist.: Q37901470 Status: § 2a Stand der BDA-Liste: 2025-06-30 Name: Bildstock GstNr.: 2174/5                                        |
| ja   | Datei hochladen | Bildstock HERIS-ID: 26359 Objekt-ID: 22830                               | Standort KG: Tresdorf                                 | Säulenbildstock mit runder Säule und quadratischem Aufsatz. Inschrift: „Errichtet: 1808 Renoviert: 1975“ | BDA-Hist.: Q37901487 Status: § 2a Stand der BDA-Liste: 2025-06-30 Name: Bildstock GstNr.: 2174/4                                        |